# 大高力也
大高 力也（おおたか りきや、1991年8月27日 - ）は、日本の元子役、元俳優。
神奈川県出身。血液型A型。スターダストプロモーションに所属していた。
2007年以降、メディアへの登場がなく、現況不明。2012年から映像コンテンツ権利処理機構に連絡のとれない権利者として掲載されている。

## 出演

### 映画
- リング（1998年）浅川陽一 役
- リング2（1999年）浅川陽一 役
- ガラスの脳（2000年）長沢雄一（幼少期） 役
- クロエ（2001年）少年 役
- 劇場版 仮面ライダーアギト PROJECT G4（2001年）本木レイ 役
- 黄昏流星群（2001年）明 役
- ベースボールキッズ（2003年）町田翼 役
- カタルシス（2003年）
- 北の零年（2005年）馬宮雄之介 役
- まばたき（2006年、自主映画）由起夫 役

### テレビドラマ
- 妊娠ですよ2（1995年、フジテレビ）
- キャンパスノート（1996年1月 - 3月、TBS）
- 火曜サスペンス劇場 当番弁護士2（1996年6月18日、日本テレビ）
- 日曜劇場 Dear ウーマン（1996年10月 - 12月、TBS）津野純平 役
- ビーチボーイズ 第9話（1997年9月1日、フジテレビ）吉永春樹 役
- 金曜エンタテイメント 愛と感動の実話・さよなら盲導犬ベルナ（1998年3月6日、フジテレビ）幹太 役
- 大河ドラマ
  - 葵 徳川三代（2000年、NHK）豊臣秀頼（幼少期） 役
  - 武蔵 MUSASHI（2003年、NHK）佐々木小次郎（少年期） 役
- ドラマ家族模様 なごや千客万来（2000年6月 - 7月、NHK）吉田博 役
- ブラック・ジャック2 天才女医のウエディングドレス（2000年9月29日、TBS）町山タカシ 役
- フレーフレー人生!（2001年7月 - 9月、日本テレビ）
- クニミツの政（2003年7月 - 9月、フジテレビ）江頭富士夫 役
- 愛の劇場 うちはステップファミリー（2005年4月 - 5月、TBS）高野翔 役